# 피터와 늑대 (1946년 영화)
피터와 늑대(Peter And The Wolf)는 미국에서 제작된 클라이드 제로니미 감독의 1946년 애니메이션 영화이다. 스테링 할러웨이 등이 주연으로 출연하였고 월트 디즈니 등이 제작에 참여하였다.

## 출연

### 주연
- 스테링 할러웨이